# Berufsverband der Deutschen Dermatologen
Der Berufsverband der Deutschen Dermatologen e.V. (BVDD) ist eine privatrechtliche Körperschaft mit Sitz in Berlin. Der BVDD ist im Vereinsregister beim Amtsgericht Charlottenburg mit Registergericht mit der Registernummer VR 26835B eingetragen. Die BVDD-Pressestelle hat ihren Sitz in Euskirchen.
Satzungsgemäßes Ziel des Berufsverbands ist die Fortbildung und Interessenvertretung seiner Mitglieder. Mit Stichtag 31. Dezember 2023 zählte der BVDD 4.014 Mitglieder, in der breiten Mehrzahl niedergelassene Dermatologen, die in der ambulanten vertragsärztlichen Versorgung tätig sind.
Angesichts der demographischen Altersentwicklung betreibt der BVDD eine aktive Nachwuchsarbeit und unterstützt mit der Arbeitsgemeinschaft "JuDerm seine „Jungen Dermatologen“ bei ihren Aktivitäten und möchte die Freude und das Interesse am Fach bei der nachwachsenden Medizinergeneration wecken.
Neben der Nachwuchsarbeit ist die Digitalisierung ein Schwerpunktthema des BVDD. Der BVDD hat sich mit seiner Digitalstrategie zum Ziel gesetzt, aktiv die Digitalisierung in der Dermatologie voranzutreiben und seine Mitglieder über digitale Angebote zu informieren. Mit den Formaten  Digi Derma Campus, einem Mentoren-Programm für Unternehmen, und der jährlich stattfindenden Veranstaltung „Digi Derma Start-up Café“ bietet der BVDD Netzwerk- und Austauschmöglichkeiten. 

## Ziele
Als organfachärztlicher Berufsverband vertritt der BVDD die besonderen Interessen seiner Mitglieder im Rahmen der ärztlichen Selbstverwaltung gegenüber der Politik, den Institutionen des Gesundheitswesens – insbesondere bei Ärztekammern und Kassenärztlichen Vereinigungen – und in der Öffentlichkeit.
Der BVDD ist Mitglied im Spitzenverband Fachärzte Deutschlands e.V. (SpiFa) und unterstützt somit die Anliegen der Fachärzte in Deutschland.

## Struktur
Ordentliches Mitglied des Verbandes können auf Antrag jede Dermatologin und jeder Dermatologe sowie Hautärzte in Weiterbildung werden. Organe des Verbandes sind der Vorstand, der geschäftsführende Vorstand, die Delegiertenversammlung, der Beirat und der Ehrenrat. Die Fortbildungsangebote des Verbandes sowie seine berufs- und gesundheitspolitischen Ziele verfolgt der BVDD bundesweit in 17 Landesverbänden und bis hinein in die regionalen KV-Bezirke. Um seine Aufgaben zu bewältigen und seine Ziele zu erreichen, unterhält der BVDD neben den oben genannten Organen eine Geschäftsstelle in Berlin und eine Pressestelle in Euskirchen mit insgesamt 12 hauptamtlichen Mitarbeiterinnen und Mitarbeitern. 

## Verbandszeitschrift "Deutsche Dermatologie"
Im offiziellen Organ des Berufsverbandes der Deutschen Dermatologen werden berufspolitische Entwicklungen diskutiert. Die Publikation bietet zudem nach den Richtlinien der Deutschen Dermatologischen Akademie (DDA) zertifizierte Fortbildung. Hinzu kommen Interviews und Berichte zur Dermatologie und angrenzenden Fachgebieten und Serviceangebote z. B. zu den Themen Recht und Praxismanagement. BVDD-Mitglieder erhalten die Zeitschrift kostenlos.

## Arbeitsgemeinschaft JuDerm
Die Arbeitsgemeinschaft der jungen Dermatologen (JuDerm) vertritt seit 2011 die Interessen des medizinischen Nachwuchses im BVDD. Aufgabenschwerpunkte sind der Dialog mit Studierenden, Weiterbildungsassistentinnen und Weiterbildungsassistenten (WBA) sowie jungen Fachärztinnen und Fachärzten, die Gewinnung von Nachwuchs für das Fach Dermatologie und die Unterstützung bei der Niederlassung oder bei der Übernahme von Arztpraxen. Wichtige Themenschwerpunkte sind der Abbau von Vorurteilen und Ängsten bezüglich einer möglichen Niederlassung, Aufklärung über Vereinbarkeit von Familie und Beruf und die Transparenz in finanziellen Themen. Seit 2024 stellt JuDerm Themen für alle Praxisinhaber unabhängig vom Gründungsdatum zur Verfügung und fungiert damit auch als allgemeine Fortbildungs-Plattform im BVDD.

## Prävention und Öffentlichkeitsarbeit
Gesundheitliche Aufklärung und Informationen rund um das Thema Haut und Hautschutz stehen im Mittelpunkt der Öffentlichkeitsarbeit des BVDD. In Kampagnen und Aktionen informiert der BVDD – oft im Verbund mit weiteren Partnern – über Risiken und Behandlungsmöglichkeiten und setzt sich für Betroffene ein.
- Gemeinsam gegen Hautkrebs: Mit der alljährlich stattfindenden Aufklärungskampagne „Hautkrebsmonat Mai“ macht der BVDD in teilnehmenden Praxen auf die Themen UV-Prävention und Hautkrebsfrüherkennung aufmerksam. Ein besonderes Projekt ist die in den Sommermonaten stattfindende BVDD-Kindergartenaktion.[1] Deshalb unterstützt der BVDD Dermatologen, die in Kindergärten und Kindertagesstätten sowohl Erzieher als auch Eltern und Kinder zum richtigen Umgang mit der Sonne schulen.
- Bitte berühren: Die „Bitte berühren“-Kampagne des BVDD setzt sich für Betroffene mit Psoriasis, Neurodermitis und weiteren chronischen Hauterkrankungen ein.
- haut+job,: Jedes Jahr im November findet die bundesweite Aktionswoche „haut+job“ statt und hat die Aufgabe, Arbeitnehmer und Arbeitgeber auf die Risiken berufsbedingter Hauterkrankungen hinzuweisen und über geeignete Schutzmaßnahmen zu informieren. Im Fokus stehen dabei berufsbedingter Hautkrebs und seine Vorstufen sowie berufsbedingte Hand- und Kontaktekzeme.
- Welt-Psoriasistag: Am 29. Oktober ist Welt-Psoriasis-Tag mit dem Ziel, die medizinische Versorgung der Schuppenflechte zu verbessern.

## Hautnetz Deutschland e.V.
Das Hautnetz Deutschland e.V. ist der bundesweite Dachverein für die regionalen Hautnetze, gegründet 2023 von Matthias Augustin vom Institut für Versorgungsforschung in der Dermatologie und bei Pflegeberufen (IVDP) im Auftrag des BVDD und der Deutschen Dermatologische Gesellschaft (DDG). Das Hautnetz Deutschland e. V. hat eine übergeordnete, koordinierende und strukturgebende Funktion. Zu seinen Aufgaben gehören die Planung und Durchführung der nationalen Versorgungskonferenz, die Begleitung der Registerarbeit in den verschiedenen Indikationen, die Unterstützung der Leitlinienprojekte und das Beauftragen von Studien zur kontinuierlichen Erfassung der Versorgungsqualität in den wichtigen Erkrankungsbereichen. Eine zentrale Aufgabe ist die Entwicklung nationaler Versorgungsziele für wichtige Hautkrankheiten, wie bei Hautkrebs und Psoriasis. Die einzelnen Indikationen werden im Hautnetz Deutschland als Sektionen geführt.

## Deutsche Dermatologische Akademie (DDA)
Der BVDD ist gemeinsam mit der Deutschen Dermatologischen Gesellschaft (DDG) Träger der Deutschen Dermatologischen Akademie (DDA). 